# کالج آمهرست
کالج آمهرست (به انگلیسی: Amherst College) یک دانشگاه در ایالات متحده آمریکا است که در ماساچوست واقع شده‌است.
کالج امهرست که در سال ۱۸۲۱ تأسیس شد، یک مؤسسه آموزش عالی هنرهای لیبرال خصوصی غیرانتفاعی است که در قاره آمریکا شمالی و کشور آمریکا محیط حومه شهر بزرگ آمهرست (محدوده جمعیت ۱۰۰۰۰–۴۹۹۹۹ نفر) ماساچوست واقع شده‌است. کالج آمهرست (AC) که به‌طور رسمی توسط کمیسیون آموزش عالی نیوانگلند تأیید شده‌است، همچنین عضو کنسرسیوم پنج کالج، همراه با چهار کالج دیگر در دره پایونیر است: کالج آمهرست، کالج اسمیت، کالج مونت هولیوک و کالج همپشایر. از پاییز ۲۰۲۲، UMass Amherst سالانه بیش از ۳۲۰۰۰ دانشجو به همراه تقریباً ۱۹۰۰ عضو هیئت علمی ثبت نام می‌کند. این بزرگ‌ترین دانشگاه در ماساچوست از نظر اندازه پردیس و بزرگ‌ترین دانشگاه از نظر ثبت نام در مقطع کارشناسی در ماساچوست، دومین دانشگاه پس از دانشگاه بوستون در کل ثبت نام به دلیل ثبت نام زیاد در مقطع کارشناسی ارشد دانشگاه بوستون است. این دانشگاه مدارک آکادمیک را در ۱۰۹ رشته کارشناسی، ۷۷ رشته کارشناسی ارشد و ۴۸ رشته دکترا ارائه می‌دهد. برنامه‌ها در ۹ مدرسه و کالج هماهنگ شده‌است. دانشگاه ماساچوست آمهرست در بین دانشگاه‌های دکترا – فعالیت تحقیقاتی بسیار بالا طبقه‌بندی می‌شود. به گفته بنیاد ملی علوم، این دانشگاه در سال ۲۰۱۸ ۲۱۱ میلیون دلار برای تحقیق و توسعه هزینه کرده‌است. دانشجویان و استادان گذشته و حال این دانشگاه شامل چهار برنده جایزه نوبل، یک برنده مدال ملی علوم انسانی، تعداد زیادی از محققان فولبرایت، گلدواتر، چرچیل، ترومن و گیتس، برندگان مدال طلای المپیک، یک شاعر آمریکایی و چندین برنده جایزه پولیتزر هستند. و برندگان جایزه گرمی، امی و اسکار.

## تاریخچه
این دانشگاه در سال ۱۸۶۳ بر اساس قوانین فدرال موریل لند-گرنت کالج‌ها تأسیس شد، تا به شهروندان ماساچوست در زمینه «هنرهای کشاورزی، مکانیکی و نظامی» آموزش دهد. بر این اساس، این دانشگاه در ابتدا کالج کشاورزی ماساچوست نام گرفت که عموماً به آن «Mass Aggie» و «M.A.C» می‌گویند. در سال ۱۸۶۷، کالج هنوز هیچ دانشجویی را پذیرش نکرده بود، از طریق دو رئیس انجام شده بود، و هنوز هیچ ساختمان کالجی را تکمیل نکرده بود. در آن سال، ویلیام اس. کلارک به عنوان رئیس کالج و پروفسور گیاه‌شناسی منصوب شد. او به سرعت یک هیئت علمی منصوب کرد، طرح ساخت و ساز را تکمیل کرد و در پاییز ۱۸۶۷ اولین کلاس را که تقریباً ۵۰ دانشجو داشت، پذیرفت. کلارک اولین رئیس‌جمهوری شد که پس از افتتاح مدارس به مدت طولانی خدمت کرد و اغلب به عنوان بنیان‌گذار اصلی کالج شناخته می‌شود. از چهره‌های مؤسس مدرسه، یک «چهار بنیان‌گذار» سنتی وجود دارد – کلارک، لوی استاکبریج، چارلز گوسمن، و هنری گودل که به عنوان «گیاه‌شناس، کشاورز، شیمیدان، مرد ادیب» توصیف می‌شود.

## رتبه
این کالج در رتبه‌بندی جهانی دارای جایگاه ۸۰۱ می‌باشد و نزدیک به ۲۰۰۰ دانشجو دارد. هزینه تحصیل در این کالج برای هر دوره تحصیلی حدود ۶۰ هزار دلار خواهد بود.

## روند آموزشی
کالج Amherst (AC) این دانشگاه دوره‌ها و برنامه‌هایی را ارائه می‌دهد که منجر به دریافت مدارک تحصیلی عالی رسمی مانند مدرک لیسانس در چندین زمینه تحصیلی می‌شود. برای جزئیات بیشتر، ماتریس سطوح مدرک و حوزه‌های تحصیلی uniRank را در زیر ببینید. این مؤسسه آموزش عالی ۱۹۹ ساله ایالات متحده دارای یک خط مشی پذیرش انتخابی بر اساس امتحانات ورودی و سوابق تحصیلی و نمرات گذشته دانشجویان است. محدوده نرخ پذیرش ۱۰ تا ۲۰ درصد است که این سازمان آموزش عالی ایالات متحده را به انتخابی‌ترین مؤسسه تبدیل می‌کند. دانشجویان بین‌المللی می‌توانند برای ثبت نام درخواست دهند. AC همچنین چندین تسهیلات و خدمات آکادمیک و غیر آکادمیک از جمله کتابخانه، مسکن، امکانات ورزشی، کمک‌های مالی ویا بورسیه تحصیلی، تحصیل در خارج از کشور و برنامه‌های تبادل و همچنین خدمات اداری را به دانشجویان ارائه می‌دهد.

## اطلاعات پذیرش
جنسیت : زن و مرد
نرخ پذیرش:۱۰٪-۲۰٪
تعداد کارکنان دانشگاه:۲۹۹–۲۰۰
تقویم آموزشی : ترمی
وابستگی مذهبی : مهم نیست
پذیرش دانشجوی خارجی : بله
تعداد دانشجویان۱٬۰۰۰–۱٬۹۹۹
نوع دانشگاه : غیرانتفاعی

## برخی رشته‌های تحصیلی کالج آمهرست
- اقتصاد
- زمین‌شناسی
- ریاضیات
- فیزیک
- مردم‌شناسی
- علوم اعصاب[۶]

## مدارک لازم برای پذیرش
- مدرک بین‌المللی زبان انگلیسی
- ترجمه رسمی مدرک کاردانی (برای پذیرش در مقطع لیسانس)
- مدارک تحصیلی (دانشنامه)
- ترجمه رسمی مدرک کارشناسی (برای پذیرش در مقاطع فوق لیسانس و دکترا)
- ترجمه رسمی مدرک کارشناسی ارشد (برای پذیرش در مقطع دکترا)
- مقالات علمی مانند ISI و چاپ کتب مختلف (برای داشتن شانس و امتیاز بیشتر)
- ترجمه رسمی ریز نمرات
- توصیه‌نامه از استادان معتبر دانشگاهی
- انگیزه نامه
- رزومه

## مدرک زبان
یکی از مدارک معتبر بین المللی مانند تافل یا آیلتس برای ورود به کالج آمهرست ضروری است. لازم است ذکر شود هر چقدر نمره زبان بهتر باشد، دریافت بورسیه دانشگاه آمهرست یا کمک هزینه تحصیلی دانشگاه آمهرست بیشتر می‌شود. مدرک بین‌المللی زبان انگلیسی در بسیاری از دانشگاه‌های دنیا از جمله دانشگاه آمهرست به خصوص در مقطع فوق لیسانس و دکترا مورد قبول است.